# 馬西拉島
馬西拉島（阿拉伯语：‎）是阿曼的島嶼，距離東岸19公里，由東部區負責管轄，南北端相距95公里，寬12至14公里，面積約649平方公里，島上最高點256米，2003年人口9,292，主要經濟活動有漁業和傳統紡織業。

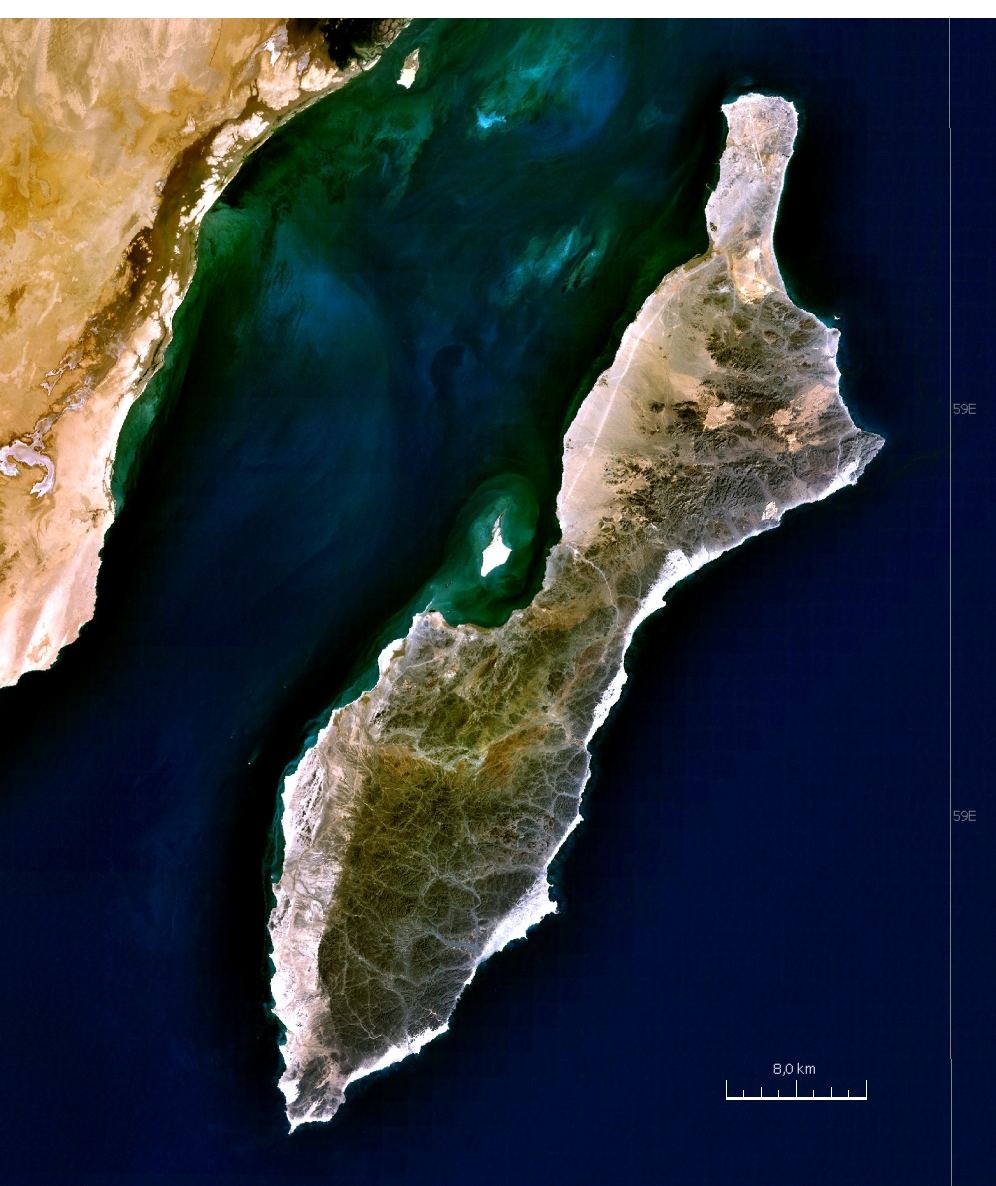
馬西拉島衛星圖片

## 外部連結
- Masirah: Tales from a Desert Island
- A military history （页面存档备份，存于）
- Sailing Directions (with geographical information) （页面存档备份，存于）
- DynCorp careers on Masirah